# Zusters Bernardinnen van Oudenaarde
De Zusters Bernardinnen van Oudenaarde is een katholieke zustercongregatie en behoort tot de cisterciënzerfamilie. Ze ontstond rond het einde van de 12e eeuw toen kanunnik Arnulfus een toevluchtsoord oprichtte voor reizigers die na het sluiten van de stadspoort geen onderdak meer vonden.
De zusters zijn werkzaam in onderwijs, ziekenzorg, pastoraal en zorg voor de armen. 

## 800 jaar
In 2002 vierde het Onze-Lieve-Vrouwehospitaal en de Zusters Bernardinnen het 800-jarig bestaan van het hospitaal in Oudenaarde. Wat eens een passantenverblijf was is nu uitgegroeid tot een modern uitgerust regionaal ziekenhuis, thans het Aurora-ziekenhuis genaamd.
De congregatie staat onder leiding van zuster Noëlla Ghijs en telt in 2006 194 zusters, onder wie 67 Rwandese zusters en 1 Tsjadische novice. Er zijn tien communiteiten in Vlaanderen (Oudenaarde, Anderlecht, Gent, Bassevelde, De Panne), 7 in Rwanda (Kigali, Kamonyi, Kansi, Butare, Rwamagana, Munyaga), 3 in Tsjaad (Moundou, Mbalkabra en Bao) en 1 in Burkina Faso (Bobo).